# Fredrik Lindholm
Fredrik Lindholm (Göteborg, 30 oktober 1837 – Christiania, 24 maart 1901) was een Zweeds-Noors pianist.
Fredrik Lindholm werd geboren binnen het gezin van de Zweedse pianist Johan Anton Lindholm en Laura Beckeman. Hijzelf huwde op 14 september 1889 Laura Antonette Larsen, dochter van de organist Simon Larsen.
Hij kreeg zijn muzikale opleiding vanaf 1855 aan het Conservatorium in Leipzig. Hij haalde in die tijd Franz Liszt naar Stockholm. Hij is sinds 1857 lid van de Kungliga Musikaliska Akademien. Hij vestigde zich in 1862 in Oslo, Noorwegen en werd concertpianist en pianoleraar. Er volgden concerten in Noorwegen, Zweden, Finland en Rusland.  Zijn lievelingscomponisten waren Ludwig van Beethoven en Frédéric Chopin. In 1864 assisteerde hij Otto Winter-Hjelm tijdens een van zijn philharmonische concerten. Hij was in 1864 enige tijd dirigent van het orkest van het Christiania Theater als vervanger van Paolo Sperati, maar het orkest was ontevreden en haalde Spreati terug. Zijn muzikale loopbaan was van korte duur, want bij een ongeluk in 1890 verloor hij de rechterhand.
Hij schreef ook enkele werken voor piano en/of orgel. Een Weense wals en een Salonmazurka zijn van hem bekend alsmede ook een uitgeschreven cadens van een van de pianoconcerten (c mineur) van Ludwig van Beethoven.
Enkele concerten:
- 1 september 1858: zie programma
- 4 mei 1870: Concert voor drie piano's van Johann Sebastian Bach met Agathe Backer Grøndahl, Fredrikke Trepka met orkest onder leiding van Otto Winter-Hjelm
- 4 februari 1875: liefdadigheidsconcert
- 19 april 1881: concert in Kristiansand